# Mellone di Rouen
Mellone di Rouen (o Mallone, lat.: Melanius o Mellonius; Llaneirwg, 229 circa – Héricourt-en-Caux, 314 circa) è stato probabilmente il primo vescovo di Rouen, vissuto tra il III e il IV secolo.

## Storia
Orderico Vitale nella sua Historia Ecclesiastica lo considera il primo evangelizzatore della regione di Rotomagus (l'attuale Rouen). Sarebbe deceduto nei pressi di Héricourt-en-Caux intorno al 314 e seppellito nella cripta della chiesa di San Gervasio a Rouen. Venerato come santo della Chiesa cattolica, viene festeggiato il 22 di ottobre.
Sarebbe originario del villaggio di Llaneirwg, vicino a Cardiff. Sarebbe in seguito stato inviato a Roma dove incontrò papa Stefano I, il quale lo avrebbe ordinato presbitero e incaricato di diffondere la fede cristiana nella regione di Rotomagus e di convertire i pagani della valle della Senna. Secondo la tradizione è stato discipolo di san Nicasio, evangelizzatore della regione di Vexin.

## Leggende
Secondo la leggenda, un giovane gallo-romano di nome Praecordius sarebbe salito su un tetto per assistere alla sua predicazione, ma sarebbe caduto. Mellone, accorso sul posto, lo avrebbe ritrovato senza vita con il cranio fracassato e l'avrebbe resuscitato. L'emozione suscitata fra i presenti avrebbe portato numerose conversioni. Per riconoscenza, il padre del giovane avrebbe offerto la sua casa e i terreni circostanti per celebrarvi il nuovo culto.
La tradizione popolare gli attribuisce anche la distruzione di una delle divinità care agli abitanti di Rotomagus. In questa occasione egli avrebbe obbligato il demonio, nascosto nell'idolo, a manifestarsi e denunciarsi prima di essere scacciato.

## Culto
Il Martirologio Romano ricorda san Mellone (con il nome di Mallone) il 22 ottobre: